# 鲍勃·比奇洛
罗伯特·S·比奇洛（英語：Robert S. Bigelow，1953年12月26日—），美国NBA联盟前职业篮球运动员。他在1975年的NBA选秀中第1轮第13顺位被堪萨斯城国王选中。